# Sandwich-Klasse
Die Sandwich-Klasse war eine Klasse von drei 90-Kanonen-Linienschiffen 2. Ranges der britischen Marine, die von 1759 bis 1810 in Dienst stand.

## Einheiten
| Name     | Bauwerft                             | Bestellung       | Kiellegung     | Stapellauf     | Indienststellung | Verbleib                                                            |
| -------- | ------------------------------------ | ---------------- | -------------- | -------------- | ---------------- | ------------------------------------------------------------------- |
| Sandwich | Chatham Dockyard, Chatham            | 28. Oktober 1755 | 14. April 1756 | 15. April 1759 | 17. April 1759   | 1810 zum Abbruch verkauft                                           |
| Blenheim | Woolwich Dockyard, Woolwich (London) | 28. Oktober 1755 | 1. Mai 1756    | 5. Juli 1761   | 5. August 1761   | Ab 1801 zum 74-Kanonen-Linienschiff (Razee) umgebaut, gesunken 1807 |
| Ocean    | Chatham Dockyard, Chatham            | 22. April 1758   | 4. August 1758 | 21. April 1761 | 10. April 1761   | Oktober 1793 zum Abbruch verkauft                                   |

## Technische Beschreibung
Die Klasse war als Batterieschiff mit drei durchgehenden Geschützdecks konzipiert und hatte eine Länge auf diesen von 53,65 Metern (Geschützdeck), eine Breite von 14,95 Metern und einen Tiefgang von 6,11 Metern. Sie waren Rahsegler mit drei Masten (Fockmast, Großmast und Kreuzmast). Der Rumpf schloss im Heckbereich mit einem Heckspiegel, in den Galerien integriert waren, die in die seitlich angebrachten Seitengalerien mündeten.  Die Beplankung war kraweel ausgeführt, das heißt, die Enden der Planken stießen stumpf aufeinander, so dass eine glatte Außenfläche entstand.
Die Bewaffnung der Klasse bestand bei Indienststellung aus 90 Kanonen, die sich aber durch hinzufügen von acht Kanonen auf dem Achterdeck auf 98 Kanonen erhöhte.
|                 | Unteres Batteriedeck | Mittleres Batteriedeck | Oberes Batteriedeck | Backdeck       | Achterdeck     | Kanonen (Geschossgewicht) |
| --------------- | -------------------- | ---------------------- | ------------------- | -------------- | -------------- | ------------------------- |
| Design          | 28 × 32-Pfünder      | 28 × 18-Pfünder        | 30 × 12-Pfünder     | 2 × 6-Pfünder  | 2 × 6-Pfünder  | 90 Kanonen (404,52 kg)    |
| 1790 (Blenheim) | 28 × 32-Pfünder      | 28 × 18-Pfünder        | 30 × 12-Pfünder     | 2 × 12-Pfünder | 8 × 12-Pfünder | 96 Kanonen (426,29 kg)    |

## Besatzung
Die Besatzung eines Schiffes der Klasse hatte eine Stärke von 750 Mann.